# Dascuia
Grêmio Recreativo Cultural Escola de Samba Dascuia (ou simplesmente Dascuia) é uma escola de samba brasileira da cidade de Florianópolis, Santa Catarina. Seu nome é uma homenagem a Altamiro José dos Anjos, o Dascuia, figura famosa do Carnaval de Florianópolis, e tem como cores o verde e rosa.
Fundada em 2004 como um bloco de sujos, virou escola de samba em 2011, disputando o grupo de acesso em 2012 e subindo para o Grupo Especial em 2013, onde está até hoje. Sediada no Morro do Céu, no Maciço do Morro da Cruz.

## História

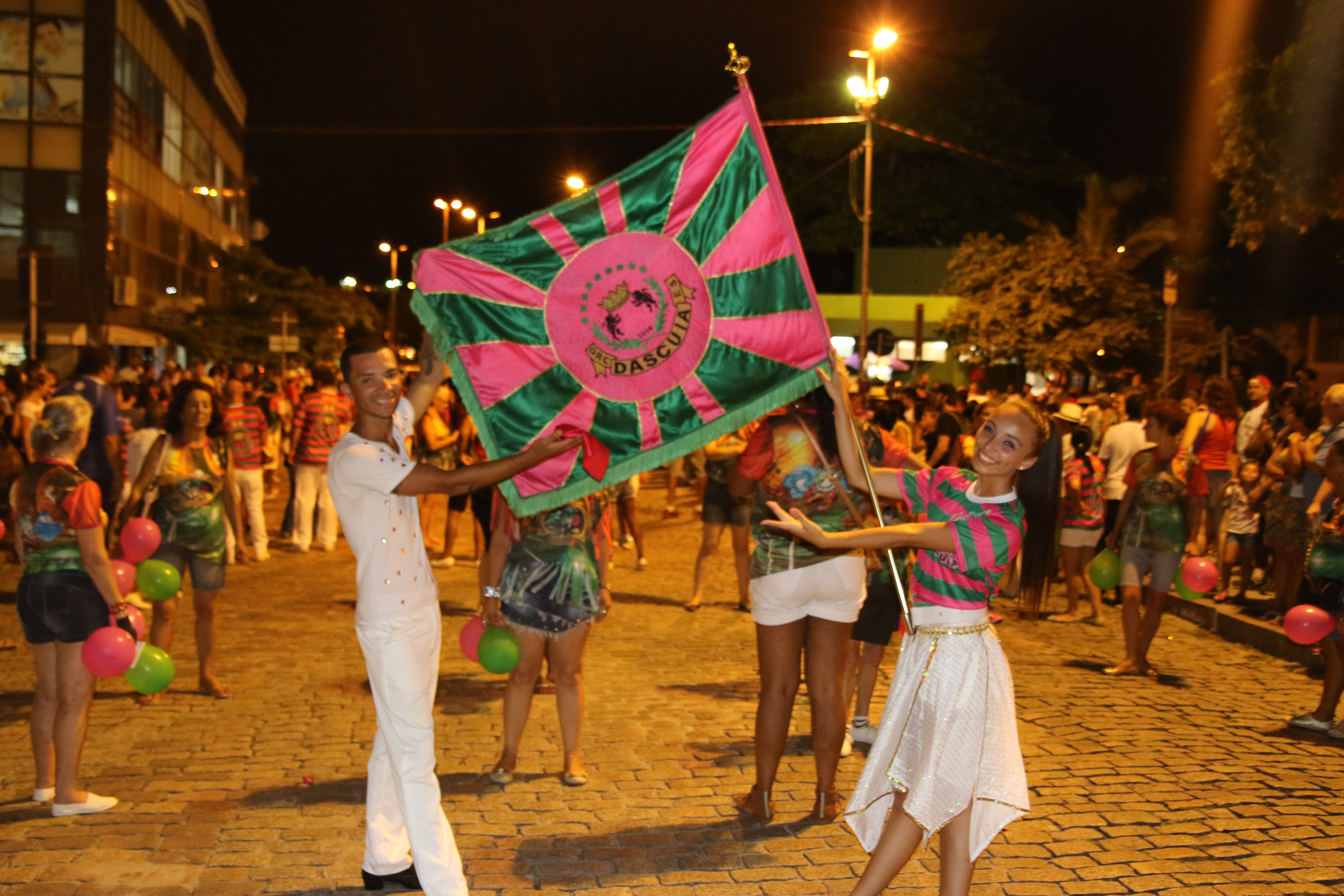
Mestre-sala e porta-bandeira exibem o pavilhão da escola nos ensaios na Praça XV de Novembro.

Foi fundado em 2004 pelos filhos de Altamiro José dos Anjos, o Dascuia, como um bloco de sujos chamado Filhos de Dadá que saía para brincar o carnaval em torno da Praça XV de Novembro. Após o primeiro carnaval, o sucesso fez o bloco estruturar-se em janeiro de 2005, adotando a denominação de "Associação Esportiva Cultural e Carnavalesca Bloco do Dascuia" e transformando-se em definitivo num bloco de enredo.
Seu nome é uma homenagem ao Seu Dascuia, tradicional figura do Carnaval de Florianópolis, que durante anos escreveu páginas importantes no Carnaval da Capital, presidindo a Protegidos da Princesa e sendo vice-presidente da Embaixada Copa Lord, as duas escolas mais antigas da cidade. As cores que a escola adotou mais tarde vem do fato que Dascuia era torcedor da Estação Primeira de Mangueira, e ainda não havia um escola de samba em Florianópolis que usasse o verde e rosa como a tradicional escola carioca.
Em Janeiro de 2006, os fundadores e toda a comunidade das imediações do Morro do Céu, situado no Centro de Florianópolis, reuniram-se e prepararam em tempo recorde de 30 dias o bloco para o desfile na Passarela Nego Quirido, com o enredo "Na terra do Futebol e do Samba o Bloco do Dascuia da Olé", enredo esse que levou para avenida aproximadamente 550 componentes dividos em: Bateria, Mestre sala e Porta bandeira e 5 alas de componentes usando camisetas com as cores da bandeira brasileira.
Durante muito tempo participou do desfile oficial de blocos de enredo do Carnaval de Florianópolis, tendo vencido o desfile de blocos em 2011.
Após alguns anos como bloco desfilando na Nego Quirido, em 2011 se converte em escola de samba, adotando a denominação atual, Grêmio Recreativo Cultural Escola de Samba Dascuia, e participando do desfile do Grupo de Acesso em 2012, sagrando-se vice-campeã, com o tema "A Diversidade – Vivemos todos sob o mesmo céu, mas nem todos temos o mesmo horizonte".
Em 2014 sagrou-se campeã do grupo de Acesso com o enredo "Preces a Xangô, Kaô Kabecilê! Pai da Justiça e senhor dos raios e trovões", conquistando também uma vaga entre as escolas de samba do grupo especial de Florianópolis. Desde então, permaneceu na elite, com destaque para um 3º lugar em 2018 com "O samba e o reino da pequena África", que homenageou o samba e o próprio Dascuia, que foi destaque naquele que seria seu último desfile. Os filhos de Dascuia seguem na diretoria da escola, sediada no Morro do Céu, onde a família mora.

## Segmentos

### Presidentes
| Nome                           | Mandato     |
| ------------------------------ | ----------- |
| Maurício dos Anjos             | 2014 - 2015 |
| Altamiro José dos Anjos Júnior | 2016 - 2017 |
| Altamiro José dos Anjos Júnior | 2018 - 2019 |
| Maurício dos Anjos             | 2020 - 2021 |
| Edna dos Anjos                 | 2022 - 2023 |

### Mestre de bateria
| Nome                           | Período     |
| ------------------------------ | ----------- |
| Eduardo Calixto (Dudu Calixto) | 2011 - 2023 |

### Rainhas de bateria
| Período | Rainha             |
| ------- | ------------------ |
| 2012    | Michelli Bergler   |
| 2014    | Amanda Vieira      |
| 2015    | Michelli Bergler   |
| 2016    | Amanda Vieira      |
| 2017    | Vanessa Martinelli |
| 2018    | Vanessa Martinelli |
| 2019    | Vanessa Martinelli |
| 2020    | Eduarda Mendes     |
| 2021    | Eduarda Mendes     |
| 2022    | Eduarda Mendes     |
| 2023    | Eduarda Mendes     |

### Compositores de Samba-Enredo
| Período | Rainha |
| ------- | --- |
| 2015    | |
| 2016    | Dudu Kadência, Mará de Nilópolis, Ricardo Ferreira e Casinha                                                                    |
| 2017    | Juninho Zuação, PH, Leandrinho LV, Nando do Cavaco, Xandinho Nocera, Thiago Tarlher, Diley Machado, Vinydacor e André Filosofia |
| 2018    | Juninho Zuação, André Filosofia, Nando do Cavaco e Juliano Silva                                                                |
| 2019    | André Filosofia, Nando do Cavaco, Leanndrinho LV, Diley Machado e Alcides.                                                      |
| 2020    | Rafael Lima, Júlio Assis, Marquinho Beija Flor, Guto Biral, Jorge Maia, Leandro Balinha e Xandy Biral                           |
| 2023    | Rafael Lima, Junior Fionda, Guto Biral e Julio Assis                                                                            |
| 2024    | Rafael Lima, Junior Fionda, Guto Biral e Julio Assis                                                                            |

## Carnavais
| Ano                                    | Colocação   | Grupo            | Enredo | Carnavalesco                                                                              | Intérprete                  | Ref.                |
| -------------------------------------- | ----------- | ---------------- | --- | ----------------------------------------------------------------------------------------- | --------------------------- | ------------------- |
| 2006                                   | Vice-campeã | Blocos - Grupo 1 | Na terra do Futebol e do Samba o Bloco do Dascuia da Olé                                                                         |                                                                                           |                             | [ 4 ]               |
| 2007                                   | Vice-campeã | Blocos - Grupo 1 | Alegria na Passarela com o Circo Encantado                                                                                       |                                                                                           |                             | [ 4 ]               |
| 2008                                   | Vice-campeã | Blocos - Grupo 1 | Dascuia isso sim tradição |                                                                                           |                             | [ 4 ]               |
| 2009                                   | 4° lugar    | Blocos - Grupo 1 | A Natureza da Minha Ilha, é o meu Samba                                                                                          |                                                                                           |                             | [ 4 ]               |
| 2010                                   | Vice-campeã | Blocos - Grupo 1 | Eduardo Nascimento Costa, O nosso bom de bola, a Europa conquistou                                                               |                                                                                           |                             | [ 4 ] [ 6 ]         |
| 2011                                   | Campeã      | Blocos - Grupo 1 | Turismo 100% na Ilha dos Manezinhos                                                                                              |                                                                                           |                             | [ 4 ]               |
| 2012                                   | Vice-campeã | Acesso           | A Diversidade – Vivemos todos sob o mesmo céu, mas nem todos temos o mesmo horizonte.                                            |                                                                                           |                             |                     |
| 2014                                   | Campeã      | Acesso           | Preces a Xangô, Kaô Kabecilê! Pai da Justiça e senhor dos raios e trovões                                                        | Layone Ventura                                                                            | Ricardo Martins             | [ 7 ] [ 8 ]         |
| 2015                                   | 4º lugar    | Especial         | Da água, da Terra, do Fogo e do Ar, Surge a Energia para a Vida, Eletrizando Essa Avenida a Dascuia Com Seu Samba Quer Contagiar | Layone Ventura                                                                            | Mará de Nilópolis e Feitiço | [ 9 ] [ 10 ] [ 11 ] |
| 2016                                   | 4º lugar    | Especial         | A tradição do Vinho, na força de um povo: Isso é Santa Catarina.                                                                 | Layone Ventura                                                                            | Mará de Nilópolis           |                     |
| 2017                                   | 6º lugar    | Especial         | O preço da ilusão | Paulinho Trindade                                                                         | Mará de Nilópolis           |                     |
| 2018                                   | 3º Lugar    | Especial         | O samba e o reino da pequena África                                                                                              | Jhean Fábio Nascimento, Marco Toscaro, Raphaela Perrut                                    | Severo Pereira              | [ 12 ]              |
| 2019                                   | 5º Lugar    | Especial         | Com que roupa eu vou? Ao mundo encantado de Gesoni Pawlick!                                                                      | Jhean Fábio Nascimento, Marco Toscaro, Fábio Martins e Fernando Marçal                    | Severo Pereira              |                     |
| 2020                                   | 5º Lugar    | Especial         | Yalodes no Espelho de Oxum | Jhean Fábio Nascimento, Marco Toscaro, Fábio Martins, Fernando Marçal e Tadeu Stangherlin | Luizinho Andanças           | [ 5 ]               |
| Não ocorreram desfiles em 2021 e 2022. |             |                  | |                                                                                           |                             |                     |
| 2023                                   | 7º Lugar    | Especial         | Africanidades Catarinenses | Tadeu Stangherlin                                                                         | Anderson Costa (Sã)         |                     |
| 2024                                   | 6º Lugar    | Especial         | Cores do Coração, Uma Jornada Pelo Autismo                                                                                       | Tadeu Stangherlin                                                                         | Anderson Costa (Sã)         |                     |
| 2025                                   | 8º Lugar    | Especial         | Zacimba Gaba - A Princesa da Liberdade                                                                                           | Tadeu Stangherlin e Guilherme Estevão                                                     | Anderson Costa (Sã)         |                     |
| 2026                                   |             | Especial         | Valdeonira — 90 anos da Matriarca em Verde e Rosa                                                                                |                                                                                           |                             |                     |